# Melitaea ochra
Melitaea ochra är en fjärilsart som beskrevs av Ruggero Verity 1950. Melitaea ochra ingår i släktet Melitaea och familjen praktfjärilar. Inga underarter finns listade i Catalogue of Life.